# Pavel Dîbenko

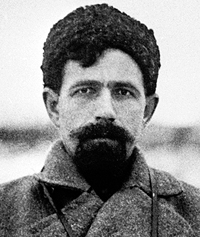
Pavel Dîbenko

Pavel Dîbenko (în ucraineană Дибенко Павло Юхимович, în rusă Павел Ефимович Дыбенко; n. 16 februarie 1889, Lyudkovo, Cernihiv – d. 29 iulie 1938) a fost un revoluționar rus și comandant sovietic în timpul Războiului Civil Rus. În cadrul Marii Epurări din 1938, Pavel Dîbenko a fost arestat și acuzat de conspirație nazistă. Pavel Dîbenko a fost condamnat la moarte, executat pe 29 iulie 1938 și reabilitat în 1956. 
În perioada 1917-1922 a fost căsătorit cu Alexandra Kollontai, comisar al poporului pentru asistența publică (funcție echivalentă cu cea de ministru al sănătății).[A]